# Haworthia laeta
Haworthia laeta är en grästrädsväxtart som beskrevs av M. Hayashi. Haworthia laeta ingår i släktet Haworthia och familjen grästrädsväxter. Inga underarter finns listade i Catalogue of Life.